# Thom Merrilin
Thom Merrilin är en fiktiv karaktär i Robert Jordans fantasyberättelse Sagan om Drakens återkomst.
Hans fullständiga namn är Thomdril Merrilin. Thom är en lekare trots sin tidigare ställning som hovbard i Caemlyn. Han vandrar runt världen och berättar sagor, jonglerar och utför även viss akrobatik. Då Thom var hovbard var han även drottning Morgases av Andor älskare, men han blev eftersökt som brottsling och Morgase är fortfarande rasande.
Thom hade en brorson som kunde leda Kraften. Då denne var man och använde sig av Saidin  var han en direkt fara för sin omgivning. Thoms brorson använde sig dock bara av Kraften i nödfall och höll ut länge mot dess smitta. Han blev dock upphittad av Röda Ajah och förd till Tornet för att bli stillad. Då han dog senare som efterverkning av stillandet började Thom bli misstänksam mot Aes Sedaier i allmänhet och denna misstänksamhet ledde till Morgases ilska och priset på hans huvud.
Då Thom senare möter bondpojkarna Rand al'Thor, Matrim Cauthon och Perrin Aybara i byn Emondsvall i Tufloden bestämmer han sig för att ge sig av tillsammans med dem, bondflickan Egwene al'Vere, Aes Sedaien Moiraine Damodred och väktaren al'Lan Mandragoran efter att trollocker anfallit byn under natten. I Shadar Logoth blir sällskapet upplöst men Thom, Rand och Mat får husrum på skeppet Skum av kaptenen Bayle Domon. Dock blir de tre separerade i Vitabro då en Myrdraal attackerar dem. Thom uppehåller myrdraalen och Rand och Mat tror att Thom blir dödad men måste fly för sina liv.
I Cairhien ser Rand Thom uppträda och senare träffas de i Thoms rum på ett värdshus där Rand berättar om vad som hände efter att myrdraalen attackerat.
Senare i serien möter Thom Morgases dotter Elayne Trakand. Elayne kommer inte ihåg honom från hans tid som hovbard men dock att hon brukade rycka i hans långa, vita mustasch. Thom blir en fadersfigur för Elayne och båda två blir mycket fästa vid varandra.
Thom är mycket förfaren i Daes Dae'mar och i Tear använde han denna kunskap för att hjälpa Rand att handskas med de tairenska storfurstarna. Thom och Moiraine lär dock Rand senare att spela det stora spelet och Rand blir mycket skicklig.